# يوسف الرشيدي
يوسف الرشيدي (مواليد 5 أغسطس 2005) هو لاعب كرة قدم مصري لعب سابقاً .

## وصلات خارجية
- يوسف الرشيدي على موقع Soccerway.com (الإنجليزية)

- يوسف الرشيدي